# Edmund Barbasiewicz

Grób w Białej Podlaskiej

Edmund Barbasiewicz (ur. 28 stycznia 1912 w Węgrowie, zm. 5 sierpnia 1978) – polski duchowny rzymskokatolicki, prałat, profesor teologii moralnej, opiekun harcerstwa, rektor Wyższego Seminarium Duchownego w Siedlcach.

## Życiorys

### Wykształcenie
W 1931 rozpoczął naukę w Wyższym Seminarium Duchownym Drohiczynie, a święcenia prezbiteriatu przyjął 20 czerwca 1937. Wyświęcał go biskup Henryk Przeździecki.

### Posługa kapłańska
Początkowo był wikariuszem w kościele św. Józefa w Międzyrzecu Podlaskim, a następnie został prefektem seminarium mniejszego w Siedlcach. Po napaści Niemiec na Polskę powrócił do rodzinnego Węgrowa (1940). Był tam wikariuszem do 1941, a następnie pełnił funkcję administratora parafii św. Józefa w Międzyrzecu Podlaskim. Pomagał w tym czasie leczyć chorych na tyfus, ryzykując często zatrzymanie, łamiąc zakazy godziny policyjnej. Od sierpnia 1942 przeniesiono go do sąsiedniej parafii Wniebowzięcia Najświętszej Marii Panny.
1 października 1944 został rektorem kościoła Matki Boskiej Anielskiej w Białej Podlaskiej (obecnie nosi on wezwanie św. Antoniego). Zainicjował odbudowę zdewastowanego przez Niemców obiektu. Uczył wówczas w liceach. Był równocześnie kapelanem Bialskiego Hufca Harcerskiego i 3. Berlińskiego Pułku Piechoty. Magistrem teologii moralnej został w 1950 na Uniwersytecie Warszawskim. Doktoryzował się w 1951 (praca Psychologia wyznania grzechów na spowiedzi).
W 1953 został magistrem prawa kanonicznego. Był także sędzią prosynodlanym Sądu Biskupiego i konsulatorem sekretariatu episkopatu do spraw super rato. 21 kwietnia 1956 został profesorem teologii moralnej w siedleckim seminarium duchownym. Był też kanclerzem kurii siedleckiej i wikariuszem sądowym tamtejszego sądu biskupiego. W 1960 został kanonikiem, a w 1973 prałatem. 21 września 1972 powierzono mu funkcję rektora seminarium w Siedlcach, które rozbudował o nowe skrzydło. Był autorem katechizmu Idę do Ciebie, Jezu. 

## Upamiętnienie
Zmarł 5 sierpnia 1978 roku. Został pochowany na cmentarzu katolickim w Białej Podlaskiej. Jego imię nosi 13 Bialska Grunwaldzka Drużyna Harcerska „Astus”.